# Podaiva, Razgrad
Podaiva (în bulgară Подайва) este un sat în comuna Isperih, regiunea Razgrad,  Bulgaria. 

## Demografie
Componența etnică a satului Podaiva
     Turci (77,18%)
     Bulgari (1,42%)
     Romi (10,6%)
     Nicio identificare (10,78%)
La recensământul din 2011, populația satului Podaiva era de 1.613 locuitori. Din punct de vedere etnic, majoritatea locuitorilor (77,18%) erau turci, existând și minorități de romi (10,6%) și bulgari (1,42%). Pentru 10,78% din locuitori nu este cunoscută apartenența etnică.